# Güvemçetmi, Bigadiç
Güvemçetmi là một xã thuộc huyện Bigadiç, tỉnh Balıkesir, Thổ Nhĩ Kỳ. Dân số thời điểm năm 2010 là 1.112 người.